# Tartrolon
Tartrolonii sunt un grup de antibiotice macrolide care conțin bor, descoperite în 1994 din bulionul de cultură al mixobacterii Sorangium cellulosum . Au fost identificate două variante de tartroloni, A și B. Tartrolonul B conține un atom de bor, în timp ce tartrolonul A nu.

## Descoperire
Într-un studiu publicat în 1994, organismul producator, tulpina Sorangium cellulosum So ce 678, a fost izolat de un grup de oameni de știință germani (Dietmar Schummer, Herbert Irschik, Hans Reichenbach, Gerhard Höfle) dintr-o probă de sol colectată lângă Braunschweig în 1990, ca antibiotice din grupa macrolidelor . Sinteza a fost realizată prin fermentare în prezența rășinii adsorbante XAD-16.
Aceste constatări au fost confirmate de un studiu ulterior, în 1995, în care tulpina a fost cultivată pe un mediu care conținea amidon de cartofi, extract de drojdie, făină degresată de soia, glucoză-H2O, MgSO4·7H20, CaCl2-2H2O și Na-Fe( III)-EDTA la pH 7,2.
Pentru a izola cantități mai mari de tartroloni în scopuri de cercetare sau potențiale aplicații în medicină, tulpina a fost cultivată într-un bioreactor în condiții specifice. Cultivarea a fost începută cu un inocul crescut în baloane Erlenmeyer sub agitare la 30°C cu o viteză de aerare de 0,15 m3 aer pe oră și o viteză de agitare de 150 RPM
Studiul a descoperit că tartrolonii sunt produși de tulpina S. cellulosum So ce 678 în timpul fazei de creștere exponențială târzie (24-72 ore). Producția de tartroloni poate fi îmbunătățită prin adăugarea de compuși precursori specifici în mediul de cultură. În acest studiu, s-a constatat că suplimentarea cu D-galactoză sau celobioză a crescut semnificativ producția de tartrolon.
Pentru extragerea tartrolonilor din bulionul de fermentație în scopuri de analiză sau purificare ulterioară, au fost evaluate diferite metode de extracție. S-a stabilit că extracția cu acetat de etil urmată de evaporarea solventului a produs un extract brut concentrat bogat în tartroloni.
Caracterizarea ulterioară a tartrolonilor a implicat tehnici precum cromatografia în strat subțire (TLC), cromatografia lichidă de înaltă performanță (HPLC), spectroscopia prin rezonanță magnetică nucleară (RMN) și spectrometria de masă (MS). Aceste metode analitice au permis cercetătorilor să identifice diferite forme de tartroloni prezenți în extractul brut.

## Sinteză de laborator
Sinteza și reglarea tartrolonilor sunt influențate de prezența sau absența baloanelor de sticlă în timpul cultivării sau prin adăugarea de tetraborat de sodiu în mediul de cultură. Atunci când nu este expus la sticlă sau suplimentarea cu tetraborat de sodiu este absentă, se produce predominant tartrolonul A; în caz contrar, tartrolonul B devine produsul principal.
Pe lângă condițiile de cultivare, sinteza de laborator a tartrolonilor poate fi realizată și prin metode chimice. Sinteza chimică permite producerea de tartroloni într-un mod controlat și reproductibil.
Prima sinteză totală a tartrolonului a a fost raportată în 2003 de un grup de chimiști condus de profesorul Reinhard br Procckner de la Universitatea Friedrich-Alexander Erlangen-n Procrnberg din Germania. Calea sintetică a implicat mai multe etape și s-a bazat pe tehnici de chimie organică, cum ar fi cataliza asimetrică, protejarea manipularii grupului și reacțiile stereoselective.
Materialul de pornire cheie utilizat în sinteză a fost D-galactoza, care a servit atât ca un element de construcție important, cât și ca sursă chirală pentru generarea stereochimiei dorite în tartrolon A. printr-o serie de reacții atent proiectate, inclusiv diverse reacții de cuplare și formațiuni inelare, au reușit să asambleze cadrul molecular al tartrolonului pas cu pas.
Ultimul pas a implicat eliminarea grupurilor protectoare din compușii intermediari pentru a dezvălui grupurile funcționale prezente în tartrolonul a natural.în cele din urmă, această abordare de sinteză totală a permis cercetătorilor să obțină tartrolon a pur cu integritate structurală confirmată.
În mod similar, s-au depus eforturi pentru sintetizarea altor forme de tartroloni, cum ar fi tartrolonul B, folosind diferite strategii care implică modificări sau substituții în cadrul structurii de bază. Aceste abordări sintetice implică de obicei metode complexe de chimie organică care necesită un control atent asupra condițiilor de reacție și manipulări moleculare precise.
Sinteza de laborator oferă cercetătorilor acces la cantități mai mari de tartroloni puri pentru explorarea ulterioară a activităților lor biologice, a proprietăților farmacologice și a potențialelor aplicații terapeutice. Înțelegând modul în care aceste molecule pot fi sintetizate în afara mediului lor natural, oamenii de știință obțin o mai mare flexibilitate în studierea mecanismelor lor de acțiune, precum și în dezvoltarea de derivați sau analogi cu proprietăți îmbunătățite.

## Proprietăți biologice
S-a descoperit că tartrolonii inhibă bacteriile Gram-pozitive similare altor antibiotice înrudite care conțin bor, cum ar fi boromicină și aplasmomicină, deoarece regiunile lor de legare a borului sunt identice. Tartrolonii prezintă, de asemenea, toxicitate față de culturile de celule de mamifere.
Tartrolonii au demonstrat proprietăți promițătoare de inhibare a biofilmului, făcându-i potențiali candidați pentru combaterea infecțiilor asociate biofilmului. Biofilmele sunt comunități de microorganisme care aderă la suprafețe și formează o matrice protectoare, ceea ce le face foarte rezistente la antibiotice și la răspunsurile imune ale gazdei.
Mai multe studii au investigat capacitatea tartrolonilor de a inhiba formarea biofilmelor sau de a dispersa biofilmele stabilite.
S-a constatat că tartrolonii inhibă în mod eficient atașarea inițială și formarea ulterioară a biofilmelor de către diferite bacterii, inclusiv Staphylococcus aureus, Pseudomonas aeruginosa, Escherichia coli și Streptococcus mutans.
Tartrolonii pot perturba, de asemenea, biofilmele preformate sau mature. Studiile au arătat că tratamentul cu tartrolon A a dus la detașarea și dispersia biofilmelor S. aureus sau P. aeruginosa stabilite.
În combinație cu antibiotice convenționale, cum ar fi ciprofloxacina sau vancomicina, tartrolonul a a demonstrat efecte antimicrobiene sinergice împotriva tulpinilor bacteriene din cadrul unui biofilm, comparativ cu tratamentele individuale.
Mecanismele exacte prin care tartrolonii își prezintă efectele anti-biofilm nu sunt încă pe deplin elucidate, dar ar putea implica interferențe cu detectarea cvorumului (comunicarea celulă-celulă), întreruperea căilor de semnalizare celulară implicate în procesele de producție sau adeziune EPS (substanță polimerică extracelulară), precum și impactul asupra funcțiilor celulare esențiale în cadrul comunității microbiene.
Aceste descoperiri sugerează că tartrolonii sunt promițători ca agenți terapeutici alternativi pentru direcționarea infecțiilor bacteriene provocatoare asociate cu biofilmele-o zonă în care antibioticele tradiționale sunt adesea scurte din cauza mecanismelor reduse de susceptibilitate și rezistență dezvoltate de microorganisme atunci când sunt organizate într-o structură de protecție.
Sunt necesare cercetări suplimentare pentru a înțelege țintele moleculare precise și modurile de acțiune utilizate de compușii tartrolon asupra diferitelor tipuri de bacterii și a matricelor extracelulare asociate acestora în timpul diferitelor etape ale dezvoltării biofilmului.

## Aplicații potențiale
Proprietățile antimicrobiene ale tartrolonilor indică că ar putea fi investigate ca antibiotice pentru combaterea infecțiilor bacteriene. Cu toate acestea, sunt necesare studii mai cuprinzătoare pentru a le stabili eficacitatea, siguranța, mecanismul de acțiune și alte utilizări medicinale potențiale; dacă tartrolonii posedă selectivitate față de enzime sau interferează cu livrarea de energie și integritatea membranei; și dacă tartrolonii au vreun rol biologic dincolo de activitatea lor antibiotică în natură.
O aplicație potențială a tartrolonilor este studiul unor specii precum Listeria monocytogenes . Listeria monocytogenes este o bacterie care poate provoca boala infectioasa cunoscuta sub numele de listerioza. Este considerat un agent patogen de origine alimentară și prezintă un risc semnificativ pentru sănătatea umană. Listerioza afectează în primul rând persoanele cu un sistem imunitar slăbit, femeile însărcinate, nou-născuții și persoanele în vârstă. Listeria monocytogenes, ca bacterie, este prezentă în diverse habitate în care se găsesc tartroloni. Ca atare, este important să se exploreze potențiala aplicare a tartrolonilor în suprimarea Listeria monocytogenes sau a altor agenți patogeni înrudiți. Proprietățile antimicrobiene prezentate de tartrolon B și inducerea acestuia a locusului timABR, care contribuie la rezistența împotriva tartrolonilor în Listeria monocytogenes, sugerează potențialul lor pentru activități antibacteriene. Cu toate acestea, ar fi necesare studii suplimentare pentru a determina eficacitatea și mecanismele specifice implicate în controlul Listeria monocytogenes cu tartroloni. Studierea tartrolonilor poate arunca lumină asupra modului în care agenții patogeni precum Listeria se adaptează la diverse habitate și supraviețuiesc în nișele lor ecologice, în ciuda prezenței compușilor antimicrobieni produși de alte microorganisme. Înțelegerea acestor mecanisme ar putea ajuta la dezvoltarea strategiilor de control sau prevenire a infecțiilor cauzate de Listeria sau agenții patogeni înrudiți. Pe lângă aplicarea în medicină, studierea interacțiunii dintre Listeria monocytogenes și tartroloni poate expune dinamica ecologică mai largă dintre bacteriile din rezervoare naturale, cum ar fi solul și mediile marine, în care coexistă atât specii patogene, cât și nepatogene. Aceste cunoștințe pot contribui la înțelegerea ecologiei microbiene și pot ajuta la proiectarea intervențiilor pentru gestionarea populațiilor bacteriene în medii agricole sau în unități de producție alimentară unde poate apărea contaminarea cu Listeria.